# Затоківка принсипійська
Затоківка принсипійська (Zosterops leucophaeus) — вид горобцеподібних птахів родини окулярникових (Zosteropidae). Ендемік Сан-Томе і Принсипі.

## Таксономія
Раніше принсипійську затоківку поміщали до роду Затоківка (Speirops), однак цей рід був розформований, а всі види, які включали в нього, були переведені до роду Окулярник (Zosterops).

## Опис
Довжина птаха становить 12,5-14 см. Голова сірувата, верхня частина тіла темно-сіра, нижня частина тіла світло-сіра. Крила і хвіст сіро-коричневі. Дзьоб зверху темно-сірий, знизу білуватий.

## Поширення і екологія
Принсипійські затоківки є ендеміками острова Принсіпі. Вони живуть в рівнинних тропічних лісах, чагарникових заростях і на плантаціях, на висоті до 800 м над рівнем моря.

## Поведінка
Принсипійські затоківки харчуються комахами, павуками, плодами і насінням. Гніздо чашоподібне, сплетене з трави, гілочок і корінців. В кладці 2 яйця.

## Збереження
МСОП класифікує цей вид як такий, що не потребує особливих заходів зі збереження. Це поширений птах в межах свого ареалу. За оцінкою дослідників, популяція принсипійських затоківок складає 4300-8200 птахів.